# Luigi Miraglia (admirał)
Luigi Miraglia (ur. 6 listopada 1876 w Rzymie, zm. 11 marca 1972 tamże) – włoski wojskowy i polityk, wiceadmirał Regia Marina, senator Królestwa Włoch w latach 1939–1943.

## Życiorys
Luigi Miraglia był synem Nicoli, ekonomisty, bankiera i polityka, oraz Eleny Mazzarini, starszym bratem Giuseppe. W 1890 roku wstąpił do Accademia Navale w Livorno. Uczestniczył w wojnie włosko-abisyńskiej z lat 1894–1896 i międzynarodowej interwencji w czasie powstania bokserów w Chinach. Brał także udział w działaniach I wojny światowej w latach 1915–1918.
W latach 1924–1926 był attaché wojskowym ambasady Włoch w Moskwie. 18 kwietnia 1935 roku otrzymał awans na stopień wiceadmirała (Ammiraglio di squadra). W latach 1939–1943 był senatorem XXX Legislatury Królestwa Włoch. Zmarł w Rzymie w 1972 roku.
Był odznaczony między innymi Srebrnym Medalem za Męstwo Wojskowe i Krzyżem Zasługi Wojennej, był Wielkim Oficerem Orderu Korony Włoch, Wielkim Oficerem Orderu św. Maurycego i Łazarza oraz Wielkim Oficerem Kolonialnego Orderu Gwiazdy Włoch.